# Furileusauria
De Furileusauria zijn een groep vleesetende theropode dinosauriërs, behorend tot de Neoceratosauria.
In 2016 bemerkten Leonardo Sebastián Filippi, Ariel Hernán Méndez, Rubén Darío Juárez Valieri en Alberto Carlos Garrido bij hun beschrijving van de nieuwe soort Viavenator dat die een klade vormde met meer afgeleide Abelisauridae. Ze benoemden die klade als de Furileusauria. De naam is afgeleid van het Mapudungun furileu, "stijve rug", een verwijzing naar de typerende verstijvingen van de wervelkolom.
De Furileusauria zijn gedefinieerd als de groep omvattende Carnotaurus sastrei en alle soorten nauwer verwant aan Carnotaurus dan aan Ilokelesia aguadagrandensis, Skorpiovenator bustingoryi of Majungasaurus crenatissimus.
In 2016 werd een lijst van synapomorfieën gegeven, gedeelde afgeleid eigenschappen. Op de middelste achterrand van het postorbitale bevindt zich een uitsteeksel. Op het raakvlak van het postorbitale en het squamosum bevindt zich een knopvormig uitsteeksel, gevolgd door een groeve. Op het raakpunt van voorhoofdsbeen, postorbitale en traanbeen bevindt zich geen venster. Het uiteinde van de epipofysen van de halswervels toont een naar voren gerichte punt. Bij de ruggenwervels ligt de achterrand van de achterste gewrichtsuitsteeksels op hetzelfde niveau als de gewrichtsfacetten van de wervellichamen. Bij de voorste en middelste staartwervels heeft het uiteinde van de zijuitsteeksels een bijlvorm. Bij de voorste staartwervels is het uiteinde van de zijuitsteeksels sterk verbreed met alleen een naar voren gerichte punt. Bij de voorste staartwervels heeft het uiteinde van de zijuitsteeksels een bol profiel. Bij het scheenbeen loopt de crista cnemialis uit in een naar beneden gebogen punt.
In de analyse uit 2016 waren de volgende soorten Furileusauria: Viavenator exxoni, Carnotaurus sastrei, Abelisaurus comahuensis, Aucasaurus garridoi, Quilmesaurus curriei en Pycnonemosaurus nevesi. Het betreft middelgrote tot grote roofsauriërs uit het Opper-Krijt van Zuid-Amerika.